# Daniel Abbou
Daniel Abbou est un  animateur et comédien français, né le 14 octobre 1953 à Oran en Algérie française. Il a présenté l’émission L'Œil et la Main sur France 5[source insuffisante].

## Biographie
Sa famille s'installe en France en 1954, lorsqu'il a un ou deux ans.  En 1977, il devient comédien dans l'équipe de l'International Visual Theatre où il enseigne la langue des signes française (LSF). En 1979, Daniel visite l'université Gallaudet aux États-Unis avec un groupe de sourds, un séminaire dure 5 semaines. À partir de 1994, il devient le présentateur de l’émission L'Œil et la Main grâce à Jean-Marie Cavada En 2010, il prend sa retraite après avoir travaillé pendant 21 ans au CAT Jean Moulin à Paris en tant que conseiller communication.

### Vie privée
Daniel Abbou est divorcé de Marie-Thérèse L'Huillier avec qui il a une fille, Julie Abbou, Miss Deaf International 2010 et un fils, Jeremie, chef d'entreprise et web designer qui vit au Canada. Il a une compagne Carole Marion, mais c'est séparé.

## Animateur
- 1994-... : L'Œil et la Main

## Récompenses
- Mains d'Or 2004 : Meilleur animateur (Grâce à l'émission L'Œil et la Main)